# Josef Panáček
Josef Panáček (* 8. September 1937 in Staré Město; † 5. April 2022) war ein tschechoslowakischer Sportschütze.

## Erfolge
Josef Panáček nahm an zwei Olympischen Spielen teil. Bei den Olympischen Spielen 1976 in Montreal war er im Skeet-Wettkampf mit 198 Treffern zunächst punktgleich mit Eric Swinkels auf Rang eins geführt. Im anschließenden Stechen setzte er sich mit 50 Treffern gegen Swinkels durch, der 49 Ziele traf, und wurde somit Olympiasieger. 1980 belegte er in Moskau mit 194 Punkten den 13. Platz im Skeet-Wettkampf. Nachdem er 1977 noch den zweiten Platz belegt hatte, wurde er 1980 in Saragossa Europameister.
Nach seiner aktiven Sportschützen-Karriere wurde Panáček Trainer und war in dieser Funktion unter anderem bei den Olympischen Sommerspielen 1992 in Barcelona aktiv.